# Транспорт Лівії
Транспорт Лівії представлений автомобільним , повітряним , водним (морським)  і трубопровідним , у населених пунктах  та у міжміському сполученні діє громадський транспорт пасажирських перевезень. Площа країни дорівнює 1 759 540 км² (17-те місце у світі). Форма території країни — відносно компакта полігональна; максимальна дистанція з півночі на південь — 1500 км, зі сходу на захід — 1690 км. Географічне положення Лівії дозволяє країні контролювати морські транспортні шляхи у Середземному морі; сухопутні в Північній Африці, вихід до моря для Чаду і Нігеру.

## Автомобільний
Загальна довжина автошляхів у Лівії, станом на 2003 рік, дорівнює 100 024 км, з яких 57 214 км із твердим покриттям і 42 810 км без нього (45-те місце у світі).

## Повітряний
У країні, станом на 2013 рік, діє 146 аеропортів (41-ше місце у світі), з них 68 із твердим покриттям злітно-посадкових смуг і 78 із ґрунтовим. Аеропорти країни за довжиною злітно-посадкових смуг розподіляються так (у дужках окремо кількість без твердого покриття):
- довші за 10 тис. футів (>3047 м) — 23 (2);
- від 10 тис. до 8 тис. футів (3047-2438 м) — 7 (5);
- від 8 тис. до 5 тис. футів (2437—1524 м) — 30 (14);
- від 5 тис. до 3 тис. футів (1523—914 м) — 7 (37);
- коротші за 3 тис. футів (<914 м) — 1 (20)[1].

У країні, станом на 2015 рік, зареєстровано 8 авіапідприємств, які оперують 23 повітряними суднами. За 2015 рік загальний пасажирообіг на внутрішніх і міжнародних рейсах становив 2,5 млн осіб. За 2015 рік повітряним транспортом було перевезено 3,8 млн тонно-кілометрів вантажів (без врахування багажу пасажирів).
У країні, станом на 2013 рік, споруджено і діє 2 гелікоптерні майданчики.
Лівія є членом Міжнародної організації цивільної авіації (ICAO). Згідно зі статтею 20 Чиказької конвенції про міжнародну цивільну авіацію 1944 року, Міжнародна організація цивільної авіації для повітряних суден країни, станом на 2016 рік, закріпила реєстраційний префікс — 5A, заснований на радіопозивних, виділених Міжнародним союзом електрозв'язку (ITU). Аеропорти Лівії мають літерний код ІКАО, що починається з — HL.

## Водний

### Морський
Головні морські порти країни: Марса-ель-Бурейка (Брега), Триполі. Нафтові термінали: Ез-Завія, Рас-Лануф. СПГ-термінали для експорту скрапленого природного газу діють у портах: Марса-ель-Бурейка.
Морський торговий флот країни, станом на 2010 рік, складався з 23 морських суден з тоннажем понад 1 тис. реєстрових тонн (GRT) кожне (91-ше місце у світі), з яких: суховантажів — 2, танкерів для хімічної продукції — 4, газовозів — 3, нафтових танкерів — 13, ролкерів — 1.
Станом на 2010 рік, кількість морських торгових суден, що ходять під прапором країни, але є власністю інших держав — 2 (Кувейту — 1, Норвегії — 1); зареєстровані під прапорами інших країн — 6 (Гонконгу — 1, Мальти — 5).

## Трубопровідний
Загальна довжина газогонів у Лівії, станом на 2013 рік, становила 4,7 тис. км; нафтогонів — 7 тис. км.

## Державне управління
Держава здійснює управління транспортною інфраструктурою країни через міністерство економіки і промисловості. Станом на 22 вересня 2016 року міністерство в уряді національної єдності Фаїза аль-Сараджа очолював Абдулмуталіб Ахмед Абу Фарва.

### Українською
- Атлас. 10-11 клас. Економічна і соціальна географія світу / упорядники :  О. Я. Скуратович, Н. І. Чанцева. — К. : ДНВП «Картографія», 2010. — ISBN 978-966-475-639-3.
- Атлас світу / голов. ред. І. С. Руденко ; зав. ред. В. В. Радченко ; відп. ред. О. В. Вакуленко. — К. : ДНВП «Картографія», 2005. — 336 с. — ISBN 9666315467.
- Безуглий В. В. Економічна і соціальна географія зарубіжних країн : Навчальний посібник. — К. : ВЦ «Академія», 2007. — 704 с. — ISBN 978-966-580-239-6.
- Безуглий В. В., Козинець С. В. Регіональна економічна і соціальна географія світу : Навчальний посібник. — видання 2-ге, доп., перероб. — К. : ВЦ «Академія», 2007. — 688 с. — ISBN 966-580-144-9.
- Головченко В., Кравчук О. Країнознавство: Азія, Африка, Латинська Америка, Австралія і Океанія. — К., 2006. — 335 с. — ISBN 966-8939-04-2.
- Дахно І. І. Країни світу: Енциклопедичний довідник / І. І. Дахно, С. М. Тимофієв. — К. : Мапа, 2011. — 606 с. — (Бібліотека нового українця) — ISBN 978-966-8804-23-6.
- Дахно І. І. Економічна географія зарубіжних країн : навчальний посібник. — К. : Центр учбової літератури, 2014. — 319 с. — ISBN 978-611-01-0682-5.
- Дорошенко В. І. Географія транспорту : Навчальний посібник / В. І. Дорошенко, К. Д. Діденко. — К. : Київський нац. ун-т ім. Т. Шевченка, 2010. — 183 с. — ISBN 978-966-439-329-1.
- Дубович І. А. Країнознавчий словник-довідник. — 5-те вид., перероб. і доп. — К. : Знання, 2008. — 839 с. — ISBN 978-966-346-330-8.
- Економічна і соціальна географія країн світу : Навчальний посібник / За ред. С. П. Кузика. — Л. : Світ, 2002. — 672 с. — ISBN 966-603-178-7.
- Зарубіжна транспортна географія : навчальний посібник / уклад. : Петрашевський О. Л. и др. — К. : Національний транспортний університет, 2015. — 95 с. — ISBN 978-966-632-227-5.
- Книш М. М., Мамчур О. І. Регіональна економічна і соціальна географія світу (Латинська Америка та Карибські країни, Африка, Азія, Океанія) : навч. посіб. — Л. : ЛНУ ім. Івана Франка, 2013. — 368 с. — ISBN 978-617-10-0007-0.
- Юрківський В. М. Регіональна економічна і соціальна географія. Зарубіжні країни : Підручник. — К. : Либідь, 2001. — 416 с. — ISBN 966-06-0092-5.

### Англійською
- (англ.) Modern Transport Geography / Hoyle, B. and R. Knowles (eds). — Second Edition,. — London : Wiley, 1998.
- (англ.) Rodrigue, J-P. The Geography of Transport Systems. — Fourth Edition. — N. Y. : Routledge, 2017. — 440 с. — ISBN 978-1138669574.
- (англ.) Taaffe E. J., Gauthier H. L. and O'Kelly M. E. Geography of transportation. — Second Edition. — N. Y. : Prentice Hall, 1996. — ISBN 0-13-368572-1.
- (англ.) Black, W. Transportation: A Geographical Analysis. — N. Y. : Guilford, 2003.

### Російською
- (рос.) Ливия // Африка: энциклопедический справочник [в 2-х тт.] / гл. ред. А. А. Громыко. — М. : Советская энциклопедия, 1986. — Т. 2. — С. 68.
- (рос.) Максаковский В. П. Географическая картина мира. Книга I: Общая характеристика мира. — М. : Дрофа, 2008. — 495 с. — ISBN 978-5-358-05275-8.
- (рос.) Максаковский В. П. Географическая картина мира. Книга II: Региональная характеристика мира. — М. : Дрофа, 2009. — 480 с. — ISBN 978-5-358-06280-1.
- (рос.) Страны Африки. Политико-экономический справочник / ред. В. Солодовников, В. Румянцев. — М. : Издательство политической литературы, 1969. — 318 с.
- (рос.) Физико-географический атлас мира. — М. : Академия наук СССР и главное управление геодезии и картографии ГГК СССР, 1964. — 298 с.
- (рос.) Шаповал Н. С. Транспортная география и транспортные системы мира : учебное пособие. — К. : Центр учбової літератури, 2006. — 188 с. — ISBN 000-0000-00-4.
- (рос.) Экономическая, социальная и политическая география мира. Регионы и страны / под ред. С. Б. Лаврова, Н. В. Каледина. — М. : Гардарики, 2002. — 928 с. — ISBN 5-8297-0039-5.
- (рос.) Энциклопедия стран мира / глав. ред. Н. А. Симония. — М. : НПО «Экономика» РАН, отделение общественных наук, 2004. — 1319 с. — ISBN 5-282-02318-0.